# Barbara Pierre
Barbara Pierre (Port-au-Prince, 28 aprile 1986) è una velocista haitiana naturalizzata statunitense.

## Palmarès
| Anno                                | Manifestazione      | Sede        | Evento      | Risultato        | Prestazione | Note                  |
| ----------------------------------- | ------------------- | ----------- | ----------- | ---------------- | ----------- | --------------------- |
| In rappresentanza di Haiti          |                     |             |             |                  |             |                       |
| 2008                                | Campionati CAC      | Cali        | 100 m piani | Bronzo           | 11"40       |                       |
| 2008                                | Giochi olimpici     | Pechino     | 100 m piani | Quarti di finale | 11"56       |                       |
| In rappresentanza degli Stati Uniti |                     |             |             |                  |             |                       |
| 2011                                | Giochi panamericani | Guadalajara | 100 m piani | Argento          | 11"25       |                       |
| 2011                                | Giochi panamericani | Guadalajara | 4×100 m     | Argento          | 43"10       |                       |
| 2012                                | Mondiali indoor     | Istanbul    | 60 m piani  | 4ª               | 7"14        |                       |
| 2015                                | Giochi panamericani | Toronto     | 100 m piani | Bronzo           | 11"01       |                       |
| 2015                                | Giochi panamericani | Toronto     | 4×100 m     | Oro              | 42"58       | Record dei Giochi     |
| 2015                                | Campionati NACAC    | San José    | 100 m piani | Oro              | 11"12       |                       |
| 2015                                | Campionati NACAC    | San José    | 4×100 m     | Oro              | 42"24       | Record dei campionati |
| 2016                                | Mondiali indoor     | Portland    | 60 m piani  | Oro              | 7"02        |                       |

## Campionati nazionali
- 1 volta campionessa nazionale statunitense indoor dei 60 metri piani (2013)

## Altre competizioni internazionali
2017
- Oro al DécaNation ( Angers), 100 m piani - 11"27